# کنتمنوس
کنتمنوس (به لاتین: Kontemenos) یک منطقهٔ مسکونی در قبرس شمالی است که در Girne District واقع شده‌است.